# Административно-территориальное деление Косова и Метохии

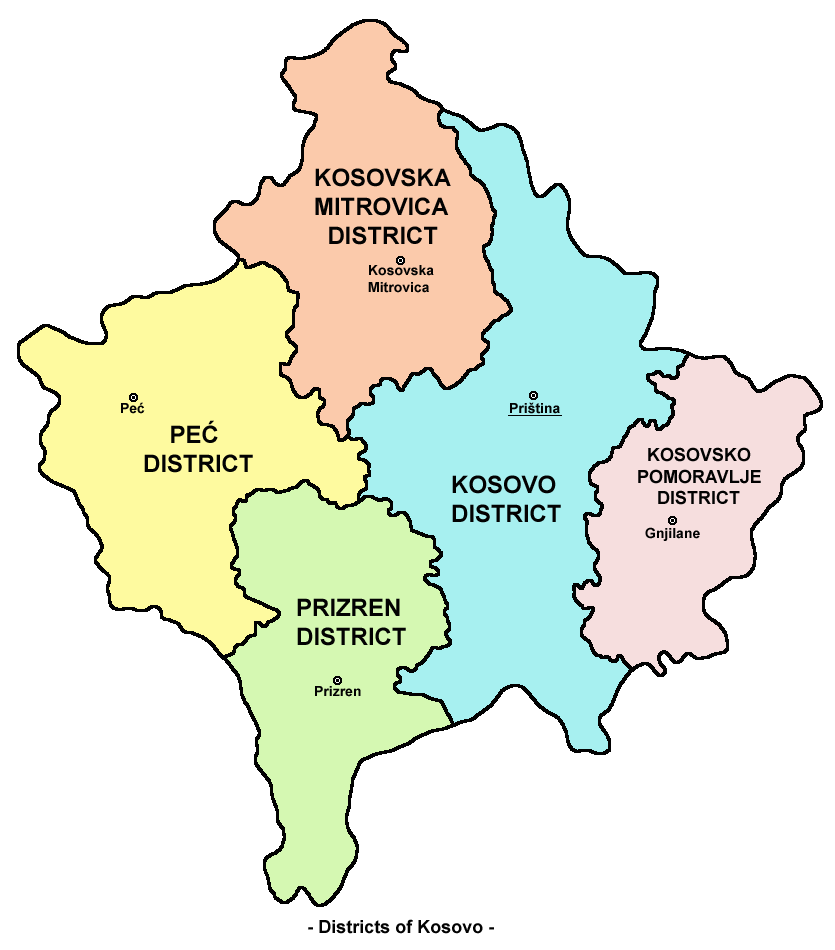
Административно-территориальное деление автономного края Косово и Метохия на округа

Административная единица Сербии автономный край Косово и Метохия, большая часть которого фактически контролируется частично признанной Республикой Косово, делится на 5 округов, которые, в свою очередь, делятся на общины (всего в Косово и Метохии — 29 общин).
Косовский округ состоит из 10 общин, Печский округ из 5, Призренский округ — из 4, Косовскомитровицкий округ из 6, Косовскопоморавский округ из 4.
| Округ                     | Карта                     | Центр округа       | Общины                                                                                                 |
| ------------------------- | ------------------------- | ------------------ | --- |
| Косовский округ           | Косовский округ           | Приштина           | - Глоговац - Качаник - Косово-Поле - Липлян - Обилич - Подуево - Приштина - Урошевац - Штимле - Штрпце |
| Печский округ             | Печский округ             | Печ                | - Дечани - Джяковица - Исток - Клина - Печ                                                             |
| Призренский округ         | Призренский округ         | Призрен            | - Гора - Ораховац - Призрен - Сува-Река                                                                |
| Косовскомитровицкий округ | Косовскомитровицкий округ | Косовска-Митровица | - Вучитрн - Звечан - Зубин-Поток - Косовска-Митровица - Лепосавич - Србица                             |
| Косовскопоморавский округ | Косовскопоморавский округ | Гнилане            | - Витина - Гнилане - Косовска-Каменица - Ново-Брдо                                                     |